# Sílabo dos erros

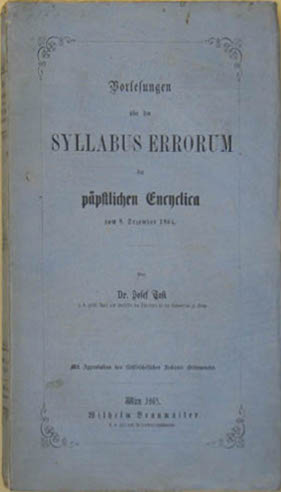
Vorlesungen über den SYLLABUS ERRORUM der päpstlichen Encyclica vom 8. Dezember 1864. Wien, Braumüller 1865. 8°. VI, 251 S., OBrosch. Josef Tosi war Prof. der Theologie an der Universität Graz.

O Sílabo dos Erros de Nossa Época (Syllabus Errorum, em latim) é uma carta encíclica promulgada em 1864 pelo Papa Pio IX, que contém oitenta pontos sobre o liberalismo cultural e religioso consideradas pela autoridade da Igreja incompatíveis com os valores católicos. Foi publicada como apêndice da encíclica Quanta cura. Uma de suas proposições condena o entendimento da época de que: "O Pontífice Romano pode e deve se reconciliar e chegar a um acordo com o progresso, o liberalismo e a cultura moderna".
Este condenava as seguintes ideologias de liberalismo cultural e religioso: Panteísmo, Naturalismo, Racionalismo, Socialismo, Maçonaria.
Em 1865, Antero de Quental fez uma paradoxal defesa do documento, dedicada "A todos os Católicos sinceros e convictos. A todos os Hereges sinceros e convictos. Testemunho de boa-fé". Este criticou publicamente a carta de Pio IX publicando um texto no jornal liberal O Português informando que a Igreja condenava a liberdade, a democracia, e o modernismo; “um verdadeiro paradigma da intolerância”.